# Wahlen in Cloppenburg
Dies ist eine Darstellung der Wahlen in Cloppenburg. Gelistet werden Stadtratswahlen, Bürgermeisterwahlen, Landtagswahlen, Wahlen zum Kreistag und Landrat, sowie Bundestagswahlen und Europaparlamentswahlen in der Zeit von 2006 bis 2011.

## Wahlen zum Stadtrat

### 2006
Bei den Wahlen am 10. September 2006 zum Stadtrat gewann die CDU deutlich. Es kam zu folgenden Ergebnissen:
| Partei          | 11. Sept. 2006   | 11. Sept. 2006 | 11. Sept. 2006 |
| --------------- | ---------------- | -------------- | -------------- |
| CDU             | 57,6 %           | 17.931         | 21 Sitze       |
| SPD             | 18,45 %          | 5.746          | 7 Sitze        |
| Grüne           | 8,89 %           | 2.768          | 3 Sitze        |
| FDP             | 3,03 %           | 945            | 1 Sitz         |
| UWG             | 12,01 %          | 3.739          | 4 Sitze        |
| ZENTRUM         | nicht angetreten | -              | -              |
| LINKE           | nicht angetreten | -              | -              |
| Wahlbeteiligung | 45,15 %          | 45,15 %        | 45,15 %        |

### 2011
Bei den Wahlen am 11. September 2011 zum Stadtrat konnte die CDU die meisten Stimmen gewinnen. Eine absolute Mehrheit wurde hingegen verfehlt. Es kam im Einzelnen zu folgenden Ergebnissen:
| Partei          | 11. Sept. 2011 | 11. Sept. 2011 | 11. Sept. 2011 |
| --------------- | -------------- | -------------- | -------------- |
| CDU             | 46,78 %        | 15.882         | 17 Sitze       |
| SPD             | 21,66 %        | 7.356          | 8 Sitze        |
| Grüne           | 12,23 %        | 4.153          | 4 Sitze        |
| FDP             | 3,24 %         | 1.103          | 1 Sitz         |
| UWG             | 13,99 %        | 4.751          | 5 Sitze        |
| ZENTRUM         | 1,21 %         | 413            | 1 Sitz         |
| LINKE           | 0,86 %         | 292            | 0 Sitze        |
| Wahlbeteiligung | 47,67 %        | 47,67 %        | 47,67 %        |

### 2016
Bei den Wahlen am 11. September 2016 kam es zu folgenden Ergebnissen:
| Partei          | 11. Sept. 2016 | 11. Sept. 2016 | 11. Sept. 2016 |
| --------------- | -------------- | -------------- | -------------- |
| CDU             | 43,38 %        | 15.908         | 16 Sitze       |
| SPD             | 25,64 %        | 9.404          | 10 Sitze       |
| UWG             | 10,03 %        | 3.678          | 4 Sitze        |
| Grüne           | 7,90 %         | 2.900          | 3 Sitze        |
| FDP             | 4,15 %         | 1.522          | 2 Sitze        |
| IBC             | 3,09 %         | 1.136          | 1 Sitz         |
| LINKE           | 3,02 %         | 1.108          | 1 Sitz         |
| ZENTRUM         | 2,75 %         | 1.010          | 1 Sitz         |
| Wahlbeteiligung | 49,44 %        | 49,44 %        | 49,44 %        |

## Wahl zum Bürgermeisteramt

### 2006
2006 konnte sich Wolfgang Wiese (CDU) gegen seine Mitbewerber durchsetzen.
| Bewerber           | Partei  | 10. Sept. 2006 | 10. Sept. 2006 | 10. Sept. 2006 |
| ------------------ | ------- | -------------- | -------------- | -------------- |
| Wolfgang Wiese     | CDU     | 63,48 %        | 6.709          |                |
| Michael Jäger      | Grüne   | 15,11 %        | 1.597          |                |
| Konstanze Korfhage | UWG     | 21,4 %         | 2.262          |                |
| Wahlbeteiligung    | 45,15 % | 45,15 %        | 45,15 %        |                |

### 2014
Bei der Bürgermeisterwahl vom 25. Mai 2014 setzte sich Wolfgang Wiese (CDU) gegen Stefan Riesenbeck (SPD) durch. Im Vergleich zur Bürgermeisterwahl von 2006 verlor Wiese circa 700 Stimmen (elf Prozentpunkte).
| Bewerber          | Partei  | 25. Mai 2014 | 25. Mai 2014 | 25. Mai 2014 |
| ----------------- | ------- | ------------ | ------------ | ------------ |
| Wolfgang Wiese    | CDU     | 52,60 %      | 6.078        |              |
| Stefan Riesenbeck | SPD     | 47,39 %      | 5.477        |              |
| Wahlbeteiligung   | 46,12 % | 46,12 %      | 46,12 %      |              |

## Wahlen zum Kreistag

### 2006
2006 gewann die CDU die Wahlen zum Kreistag deutlich:
| Partei          | 10. Sept. 2006   | 10. Sept. 2006 |
| --------------- | ---------------- | -------------- |
| CDU             | 54,46 %          | 16.882         |
| SPD             | 21,13 %          | 6.551          |
| Grüne           | 7,19 %           | 2.230          |
| FDP             | 3,84 %           | 1.192          |
| UWG             | 13,34 %          | 4.141          |
| ZENTRUM         | nicht angetreten | -              |
| LINKE           | nicht angetreten | -              |
| Wahlbeteiligung | 45,05 %          | 45,05 %        |

### 2011
2011 konnte die CDU die Wahlen zum Kreistag wie in der Vorwahl gewinnen, erreichte aber weniger als 50 % der Stimmen.
| Partei          | 11. Sept. 2011 | 11. Sept. 2011 |
| --------------- | -------------- | -------------- |
| CDU             | 46,68 %        | 16.048         |
| SPD             | 21,64 %        | 7.440          |
| Grüne           | 10,7 %         | 3.681          |
| FDP             | 3,64 %         | 1.254          |
| UWG             | 13,92 %        | 4.787          |
| ZENTRUM         | 1,79 %         | 618            |
| LINKE           | 1,59 %         | 547            |
| Wahlbeteiligung | 47,42 %        | 47,42 %        |

## Wahl zum Landrat

### 2006
Hans Eveslage gewann mit über 70 % der Stimmen die Wahl.
| Bewerber            | 10. Sept. 2006  | 10. Sept. 2006    | 10. Sept. 2006     | 10. Sept. 2006       |
| ------------------- | --------------- | ----------------- | ------------------ | -------------------- |
|                     | Ja-Stimmen in % | Nein-Stimmen in % | Ja-Stimmen absolut | Nein-Stimmen absolut |
| Hans Eveslage (CDU) | 73,88           | 26,11             | 7.761              | 2.743                |
| Wahlbeteiligung     | 45,03 %         | 45,03 %           | 45,03 %            | 45,03 %              |

## Wahl zum Landtag

### 2006
- Erststimmen

| Bewerber         | Partei                   | 27. Jan. 2008 | 27. Jan. 2008 | 27. Jan. 2008 | 27. Jan. 2008 |
| ---------------- | ------------------------ | ------------- | ------------- | ------------- | ------------- |
| Große Macke      | CDU                      | 60,58 %       | 6.098         |               |               |
| Horn             | SPD                      | 20,20 %       | 2.034         |               |               |
| Jäger            | Grüne                    | 8,35 %        | 841           |               |               |
| Mutlu            | FDP                      | 5,46 %        | 550           |               |               |
| von Klitzing     | DIE LINKE. Niedersachsen | 5,38 %        | 542           |               |               |
| nicht angetreten | UWG                      | -             | -             |               |               |
| nicht angetreten | ZENTRUM                  | -             | -             |               |               |
| Wahlbeteiligung  | 44,33 %                  | 44,33 %       | 44,33 %       | 44,33 %       |               |

- Zweitstimmen

| Partei                   | 27. Jan.2008 | 27. Jan.2008 | 27. Jan.2008 |
| ------------------------ | ------------ | ------------ | ------------ |
| CDU                      | 58,79 %      | 5.983        |              |
| SPD                      | 19,93 %      | 2.029        |              |
| Grüne                    | 5,50 %       | 560          |              |
| FDP                      | 7,89 %       | 803          |              |
| DIE LINKE. Niedersachsen | 4,99 %       | 508          |              |
| Volksabstimmung          | 0,10 %       | 11           |              |
| Die Friesen              | 0,29 %       | 30           |              |
| Die Grauen               | 0,16 %       | 17           |              |
| FAMILIE                  | 0,51 %       | 52           |              |
| Freie Wähler             | 0,14 %       | 15           |              |
| Die Tierschutzpartei     | 0,33 %       | 34           |              |
| NPD                      | 0,82 %       | 84           |              |
| ödp                      | 0,02 %       | 3            |              |
| PBC                      | 0,46 %       | 47           |              |
| Wahlbeteiligung          | 44,33 %      | 44,33 %      | 44,33 %      |

## Wahl zum Bundestag

### 2009
- Erststimmen

| Bewerber        | Partei  | Bundestagswahl 2009 | Bundestagswahl 2009 | Bundestagswahl 2005 | Bundestagswahl 2005 | Veränderung | Veränderung |
| --------------- | ------- | ------------------- | ------------------- | ------------------- | ------------------- | ----------- | ----------- |
| Holzenkamp      | CDU     | 55,74 %             | 7.088               | 57,86 %             | 8.061               | −2,12 %     | −973        |
| Groneberg       | SPD     | 24,08 %             | 3.063               | 32,38 %             | 4.511               | −8,30 %     | −1.448      |
| Dobelmann       | Grüne   | 5,88 %              | 748                 | 3,12 %              | 435                 | +2,76 %     | +313        |
| Friedhoff       | FDP     | 7,69 %              | 979                 | 3,78 %              | 527                 | +3,91 %     | +452        |
| Schalk          | LINKE   | 5,81 %              | 740                 | 2,14 %              | 299                 | +3,67 %     | +441        |
| Meyer           | NPD     | 0,77 %              | 98                  | 0,77 %              | 98                  | +0,07 %     | ±0          |
| Wahlbeteiligung | 54,49 % | 54,49 %             | 54,49 %             | 62,11 %             | 62,11 %             |             |             |

- Zweitstimmen

| Partei                   | 27. Sep.2009 | 27. Sep.2009 | 27. Sep.2009 |
| ------------------------ | ------------ | ------------ | ------------ |
| CDU                      | 49,08 %      | 6.257        |              |
| SPD                      | 19,04 %      | 2.428        |              |
| Grüne                    | 7,33 %       | 935          |              |
| FDP                      | 14,88 %      | 1.898        |              |
| DIE LINKE. Niedersachsen | 6,39 %       | 815          |              |
| Volksabstimmung          | 0,10 %       | 11           |              |
| DVU                      | 0,06 %       | 8            |              |
| FAMILIE                  | 0,51 %       | 52           |              |
| MLPD                     | 0,14 %       | 15           |              |
| Die Tierschutzpartei     | 0,58 %       | 74           |              |
| NPD                      | 0,69 %       | 89           |              |
| ödp                      | 0,07 %       | 10           |              |
| Piraten                  | 1,52 %       | 194          |              |
| RRP                      | 0,29 %       | 37           |              |
| Sonstige                 | -            | -            |              |
| Wahlbeteiligung          | 54,49 %      | 54,49 %      | 54,49 %      |

## Wahl zum Europaparlament

### 2009
| Partei          | 7. Jun. 2009 | 7. Jun. 2009 | 7. Jun. 2009 |
| --------------- | ------------ | ------------ | ------------ |
| CDU             | 56,95 %      |              |              |
| SPD             | 17,19 %      |              |              |
| Grüne           | 8,45 %       |              |              |
| FDP             | 10,22 %      |              |              |
| LINKE           | 2,65 %       |              |              |
| Sonstige        | 4,38 %       |              |              |
| Wahlbeteiligung | 29,27 %      | 29,27 %      | 29,27 %      |